# Корейська література
Корейська література — література, яка пишеться в основному корейською мовою, а також іноді класичною китайською мовою.
Класична корейська література сходить на Корейський півострів від традиційних народних вірувань і народних казок місцевого населення. Є чотири найбільші традиційні поетичні форми: хянга («рідні пісні»); пельгок («особлива пісня») Чханг («довгі вірші»); Сіджо («поточні мелодії») і Каса («Вірші»). Корейська поезія була спочатку розроблена для співу. В основі поетичного письма лежить лінія різних груп з трьох або чотирьох складів, які, ймовірно, самий природний ритм мови.

## Сучасна література
Сучасна корейська література поступово зазнає впливу західних культурних зв'язків, заснованих на торгівлі та економічному розвитку. Перша друкована праця художньої літератури корейською мовою була паломника Джона Баньяна — «Подорож Пілігрима в Небесну Країну» (кор. 천로 역정 Cheonno-yeokjeong), перекладена Джеймсом Скерт Гейлом (1893 г.).
Християнська релігія знайшла свій шлях в Кореї, кульмінацією першого повного видання Біблії корейською мовою, опублікованій в 1910 р.